# Cobra Cars Spain
Cobra Cars Spain, möglicherweise auch nur Cobra Cars, ist ein spanisches Unternehmen der Automobilindustrie.

## Unternehmensgeschichte
Das Unternehmen wurde 1993 als A Tot Escape gegründet und später in MG Motor Emporda und Cobra Cars Spain umbenannt. Der Sitz war zunächst in Figueres und danach in Vilablareix. Julio Planas gilt als Leiter. 1993 oder 1995 oder 1999 begann die Produktion von Automobilen. Der Markenname lautet Garbi.
Es ist unklar, ob das Unternehmen noch Fahrzeuge herstellt. Die letzte gespeicherte Version der Internetseite mit sinnvollem Inhalt stammt von 2010. Nach Angaben von E-Informa existieren die beiden letzten Firmierungen noch, die erste dagegen nicht mehr.

## Fahrzeuge
Das Unternehmen stellt Nachbauten historischer Fahrzeuge her, sowohl komplett montiert als auch in Kit-Form. Das Modell GTS ist ein Nachbau des Lotus Seven. Eine mögliche Motorisierung stellt der Motor vom Ford Sierra mit 2000 cm³ Hubraum und 140 PS dar. Der Challenger ist die Rennversion des GTS. Der Magnum ist ein Nachbau des AC Cobra. Hier kommen Motoren von Chevrolet, Ford und Rover zum Einsatz.